# تی‌اس‌اس راتمور (۱۹۰۸)
تی‌اس‌اس راتمور (۱۹۰۸) (به انگلیسی: TSS Rathmore (1908)) یک کشتی بود که طول آن ۲۹۹٫۵ فوت (۹۱٫۳ متر) بود. این کشتی در سال ۱۹۰۸ ساخته شد.